# Rambervillers (tổng)
Tổng Rambervillers là một tổng của Pháp, nằm tại tỉnh Vosges trong vùng Lorraine của Pháp.

## Phân chia hành chính
Tổng Rambervillers được chia thành 29 xã và khoảng 12.814 dân (theo thống kê năm 1999, không đếm trùng lặp):
| Xã                         | Dân số | Mã bưu chính | Mã insee |
| -------------------------- | ------ | ------------ | -------- |
| Anglemont                  | 165    | 88700        | 88008    |
| Autrey                     | 297    | 88700        | 88021    |
| Bazien                     | 46     | 88700        | 88042    |
| Brû                        | 549    | 88700        | 88077    |
| Bult                       | 240    | 88700        | 88080    |
| Clézentaine                | 212    | 88700        | 88110    |
| Deinvillers                | 54     | 88700        | 88127    |
| Domptail                   | 239    | 88700        | 88153    |
| Doncières                  | 123    | 88700        | 88156    |
| Fauconcourt                | 122    | 88700        | 88168    |
| Hardancourt                | 36     | 88700        | 88230    |
| Housseras                  | 456    | 88700        | 88253    |
| Jeanménil                  | 1083   | 88700        | 88251    |
| Ménarmont                  | 55     | 88700        | 88298    |
| Ménil-sur-Belvitte         | 283    | 88700        | 88301    |
| Moyemont                   | 206    | 88700        | 88318    |
| Nossoncourt                | 122    | 88700        | 88333    |
| Ortoncourt                 | 75     | 88700        | 88338    |
| Rambervillers              | 5999   | 88700        | 88367    |
| Romont                     | 312    | 88700        | 88395    |
| Roville-aux-Chênes         | 294    | 88700        | 88402    |
| Saint-Benoît-la-Chipotte   | 407    | 88700        | 88412    |
| Sainte-Barbe               | 251    | 88700        | 88410    |
| Saint-Genest               | 126    | 88700        | 88416    |
| Saint-Gorgon               | 330    | 88700        | 88417    |
| Saint-Maurice-sur-Mortagne | 163    | 88700        | 88425    |
| Saint-Pierremont           | 162    | 88700        | 88432    |
| Vomécourt                  | 289    | 88700        | 88521    |
| Xaffévillers               | 155    | 88700        | 88527    |

## Hành chính
| Ngày bầu                         | Tên               | Đảng | Tư cách      |
| -------------------------------- | ----------------- | ---- | ------------ |
| Dữ liệu trước năm 2004 không rõ. |                   |      |              |
| 2001                             | Martine Gimmilaro |      | Giáo sư toán |